# Горошишин Максим Максимович
Максим Горошишин (14 квітня 1989 року, с. Басань, Пологівський район, Запорізька область, УРСР — †20 лютого 2014 року, Київ, Україна) — громадський активіст, волонтер Євромайдану. Герой «Небесної Сотні». Герой України.

## Біографія
Останні роки Максим періодично мешкав у с. Грушківка Кам'янського району, де і похований.
Пан Горошишин народився 14 квітня 1989 р. у с. Басань, Пологівського р-ну Запорізької обл. Він був останньою восьмою дитиною у сім'ї, мав трьох сестер і чотирьох братів. Дитинство його проходило у матеріальній скруті: рано помер батько, з документами були проблеми у матері (втрата паспорту), до чого додались ще й різні економічні негаразди в державі. Сім'я часто переїжджала з місця на місце, мати із старшими дітьми виїжджала на заробітки, постійно відчувались матеріальні труднощі. Часто Максим залишався під наглядом сестри Людмили.
З першого класу Максим змушений був навчатись у Токмацькому інтернаті Запорізької області. Впродовж років навчання Максим постійно навідувався додому, мати також із старшими дітьми заїжджали до нього. Максим вмів і дуже любив малювати, розписував шкільні стінгазети й плакати. Рідні Максима говорять, що він мріяв стати дизайнером, згодом зародилася ідея відкриття власного кафе.
Після закінчення Токмацького інтернату їздив на заробітки, шукав роботи в Києві, працював будівельником, офіціантом у ресторані тощо. Останнім часом він закріпився в Києві, працював барменом. Попри складність обставин, самостійність, Максим старався не забувати рідних, регулярно висилаючи матері й родичам гроші. Коли він мав час, приїжджав до сім'ї, допомагаючи у домашньому господарстві й матеріально.
У 2013 р. мати Раїса Іванівна, оселяється у с. Грушківка, де мешкали дві її сестри. Він навідувався до матері, періодично мешкав тут, всіляко допомагав.
Рідні Максима говорять, що він був дуже доброю, працьовитою, турботливою людиною. Допомагав матеріально й практично, сприяв чим міг, не залишався осторонь різних проблем і негараздів. Мати Максима наголошує, що син, знаючи, що через відсутність паспорта вона не може отримувати пенсії, намагався її забезпечити, хоча й не мав занадто великих прибутків.
Максим не палив й не вживав алкоголю. Також Максим вирізнявся стійким почуттям справедливості, прагненням до змін. Не раз у приватних розмовах із сестрою та матір'ю він скаржився на тяжкі умови життя, скрутний економічний стан, критикував державну систему, яка призводила до скрутного життя українського народу.

## На Майдані
Максим був на Майдані постійно, хоча його рідні про це нічого не знали.
У третій декаді грудня 2013 р. Максим востаннє прибув у Грушківку, привізши подарунки родичам. Після цього він зібрав деяку допомогу майданівцям від співчутливих грушківчан і вирушив до Києва.
Максим Горошишин став активним учасником січневих подій 2014 р. на вул. Грушевського. Під час протистоянь із «силовиками» він отруївся шкідливими газами. Не бажаючи бути заарештованим, Максим вирішив довіритися медичній службі Майдану, зокрема, його обходив один із волонтерів, який мав професію ветеринара.
Однак, він був не в змозі дієво допомогти Максимові. Стан здоров'я пана Горошишина поступово погіршувався й 31 січня, після тривалого періоду захворювання, він був шпиталізований до Київської міської лікарні № 17 із діагнозом «Загострена форма пневмонії».
Тут він лікувався поряд з іще одним «майданівцем», мати якого наглядала також за Максимом. Побоюючись розправи з боку правоохоронних органів, Максим довгий час не говорив свого справжнього прізвища, представившись Максимом Машковим.
Подальша доля Горошишина склалася трагічно. Хвороба прогресувала, ліки не допомагали.
19 лютого 2014 р. під час найгострішої фази протистоянь на Майдані Максим помер.
Родичі говорять, що коли в Грушківку доставили тіло Максима, на ньому були численні забої.

## Вшанування пам'яті
Похований 23 лютого в с. Грушківка Кам'янського району Черкаської області.
Наприкінці літа 2014 року на його могилі за кошти громади був встановлений гранітний пам'ятник. В селі Грушківка іменем Максима названо одну з вулиць.

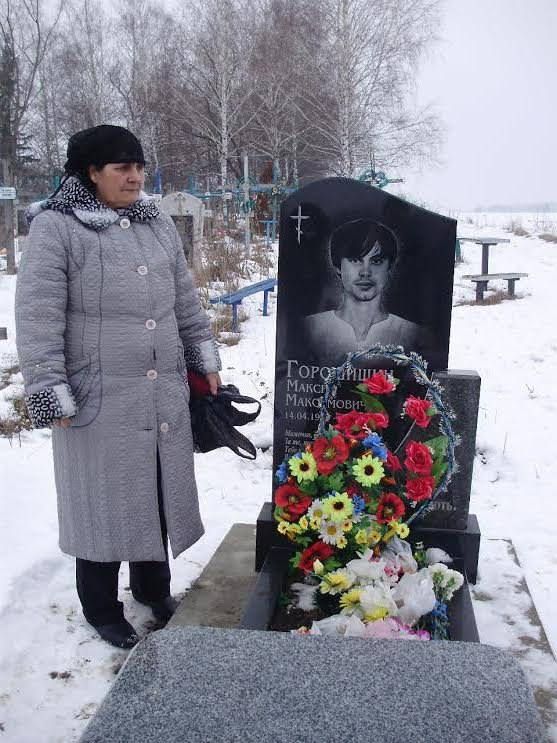

### Нагороди
- Звання Герой України з удостоєнням ордена «Золота Зірка» (21 листопада 2014, посмертно) — за громадянську мужність, патріотизм, героїчне відстоювання конституційних засад демократії, прав і свобод людини, самовіддане служіння Українському народу, виявлені під час Революції гідності[1]
- Відзнака «За особливі заслуги перед Черкащиною». Вручена матері Максима Головою Черкаською обласної державної адміністрації Ткаченком 19 лютого 2015 року.[2]
- Медаль «За жертовність і любов до України» (УПЦ КП, червень 2015) (посмертно)[3]